# Respect Education Foundation
De Respect Foundation (Voormalig: Respect Education Foundation, REF) is in 2006 opgericht door Rabbijn Awraham Soetendorp als beweging met als doel het verminderen van discriminatie en intolerantie in de samenleving.
Sinds 2006 zet REF zich zowel nationaal als internationaal in voor een inclusieve en veilige samenleving, waarin jongeren zich thuis en geaccepteerd voelen. Vanuit daar kunnen jongeren zich ontwikkelen en actief deelnemen aan de maatschappij. Dit doet REF door (toekomstige) leerkrachten, docenten en pedagogisch begeleiders van jongeren te voorzien van trainingen, lesmaterialen en projecten. 
Op deze wijze werkt REF aan sociale veiligheid en ondersteunt o.a. scholen concreet invulling te geven aan burgerschapsonderwijs. 
REF organiseert jaarlijks de nationale campagne Week van Respect.